# Světlá nad Sázavou

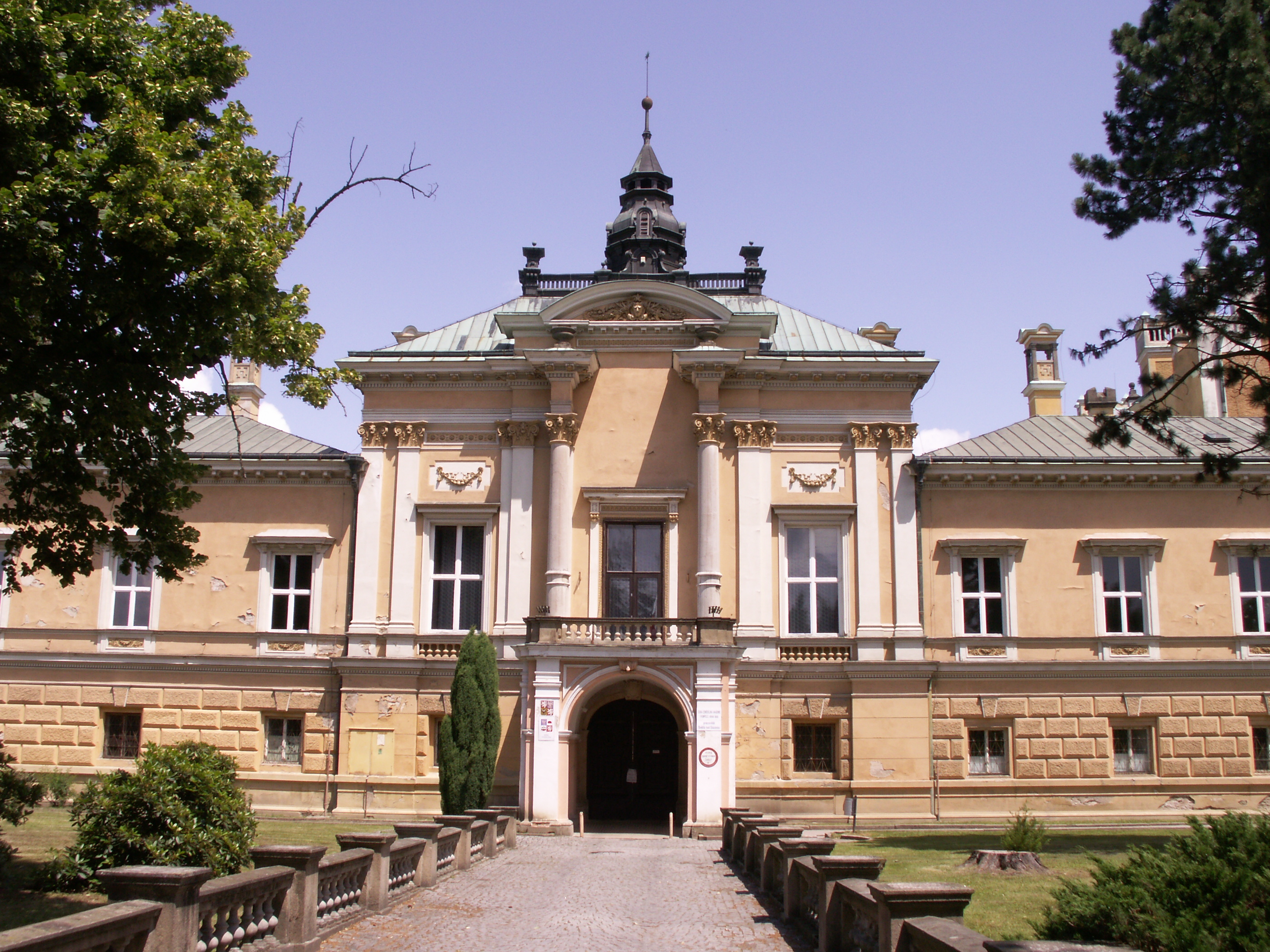
Schloss Světlá nad Sázavou

Světlá nad Sázavou (deutsch Swietla ob der Sasau) ist eine Stadt in Tschechien. Sie liegt 14 Kilometer nordwestlich von Havlíčkův Brod an der Sázava und gehört zum Okres Havlíčkův Brod.

## Geographie
Die Stadt befindet sich in der Böhmisch-Mährischen Höhe am rechten Ufer der Sázava. Durch Světlá führen die Staatsstraße 150 zwischen Ledeč nad Sázavou und Havlíčkův Brod sowie die 347 zwischen Habry und Humpolec.
Nachbarorte sind Horní Bohušice und Dolní Bohušice im Norden, Josefodol und Služátky im Nordosten, Příseka im Osten, Pohleď und Nová Ves im Südosten, Závidkovice im Süden, Lipnička im Südwesten, Dolní Březinka und Mrzkovice im Westen sowie Horní Březinka im Nordwesten.

## Geschichte
Die erste urkundliche Erwähnung erfolgte im Jahre 1207 als Besitz des Klosters Vilémov. 1343 erhob Erzbischof Ernst von Pardubitz die Kirche zur Pfarrkirche, die ab 1365 dem Dekanat Deutschbrod zugeordnet war. 1385 erwarb Albrecht von Sternberg die Herrschaft Světlá und 1392 ließ Stefan von Sternberg im Sternberger Anteil links der Sázava eine Feste errichten. 1417 fiel die Herrschaft an das Kloster zurück. 1420 wurde die Gegend zu einem Zentrum der Orebiten und nach der Zerstörung des Klosters durch die Hussiten wurde die Herrschaft Světlá 1421 böhmischer Kronbesitz. 1423 verfolgten die Hussiten ungarische Truppen und zogen erneut über Světlá nach Deutschbrod.
1429 erwarb Nikolaus I. Trčka von Lípa († 1453) die Herrschaft Světlá. Burian III. Trčka von Lípa ließ 1567 die Feste zum Schloss umbauen und kaufte 1577 das Dorf Nová Ves zur Herrschaft hinzu. 1604 übernahm Jan Rudolf Trčka von Lípa den Besitz von seinem Onkel Maximilian. Nachdem 1634 sein Sohn Adam Erdmann Graf Trčka in Eger zusammen mit dessen Schwägern Wallenstein und Wilhelm Kinsky ermordet worden war, setzte Jan Rudolf Trčka in seinem Testament aus dem Jahre 1634 Peter Vok Švihovský von Riesenberg, Ladislaw Burian von Waldstein und Matthias Ferdinand Berka von Dubá als Erben für die Herrschaften Světlá und Lipnice sowie die Dörfer Čáslavsko, Studený, Větrný Jeníkov und Žleby ein. Die Einkünfte aus dem Eisenhammer vermachte er der Kirche von Světlá, in der er und seine Frau beigesetzt wurden, zum Erhalt der Familiengrablege. Als Johann Rudolf II. am 29. September 1634 verstarb, wurde er verschiedener Verbrechen zum Nachteil des Kaisers beschuldigt und sein Besitz 1635 konfisziert und ein Jahr später geteilt und an verschiedene Adelsfamilien verkauft. 1639 verwüsteten die Schweden Světlá.
Seit der Mitte des 17. Jahrhunderts wechselten die Besitzer der Herrschaft mehrfach und 1722 erwarb sie Franz Anton Černín von Chudenic, der 1737 auch den Teil links des Flusses mit dem Schloss hinzukaufte. 1714 erlitt Světlá große Schäden durch ein Hochwasser der Sázava. Die erste Glashütte entstand im Jahre 1720. 1748 erwarben die Krakowsky von Kolowrat die Herrschaft. 1773 entstand eine herrschaftliche Granatschleiferei und 1782 wurde zwischen Nový Dvůr und Dlužiny das Silberbergwerk Leopoldizeche aufgenommen. 1786 arbeiten in Světlá und Březinka zehn Glasschleifereien. Leopold Krakowsky von Kolowrat verpflichtete seine Beamten und Diener 1791, ihre Söhne die deutsche Sprache als Zweitsprache erlernen zu lassen. Im Wald bei Rousinov entstand 1792 ein herrschaftlicher Tiergarten für Schwarzwild. 1796 entstand die Zunft der Granatschleifer.
Die Kämpfe zwischen Bayerischen und Österreichischen Kürassieren bei Habry während der Napoleonischen Kriege im Jahre 1805 zogen auch Světlá in Mitleidenschaft und 1809 wurde im Schloss ein Militärlazarett eingerichtet. 1813 entstand die Straße von Světlá nach Humpolec. Im Jahre 1821 erwarb das Haus Salm-Reifferscheidt die Herrschaft Světlá.
Nach der Ablösung der Patrimonialherrschaften wurde Světlá 1850 zur selbstständigen Marktgemeinde im neu errichteten Pardubitzer Kreis. 1855 erhielt Světlá Stadtrechte verliehen. 1861 erwarb der Wiener Kaufmann Josef Schreiber die Papiermühle an der Sázavka nördlich der Stadt und errichtete die Glasschleiferei Josefsthal. 1864 erfolgte die Einstellung der Holzflößerei auf der Sázava nach Prag und 1867 begann der Bau der Österreichischen Nordwestbahn, die auf diesem Teilstück zwischen Kolín und Goltsch-Jenikau am 29. Dezember 1869 den Betrieb aufnahm.
Bis in die 2. Hälfte des 20. Jahrhunderts wurden in Světlá mehrere kleine Glashütten betrieben. Im Jahre 1967 entstand eine neue Glasfabrik, die heute zur Crystalite Bohemia a.s. gehört. In dieser Zeit wurde auch das alte traditionelle Handwerk der Granat- und Edelsteinschleiferei aufgegeben. Seit dem 20. Jahrhundert erfolgt der Abbau von Granit. Der bedeutendste Steinbruch liegt am Hügel Horka, mit seinem Granit erfolgte u. a. die Fassadengestaltung des Prager Karolinums.

## Ortsgliederung
Die Stadt Světlá nad Sázavou besteht aus den Ortsteilen Benetice (Benetitz), Dolní Březinka (Unter Bschesinka), Dolní Dlužiny (Unter Dluschin), Horní Březinka (Ober Bscheschinka), Horní Dlužiny (Ober Dluschin), Josefodol (Josefsthal), Kochánov (Kochanow), Leštinka (Leschtinka), Lipnička (Klein Lipnitz), Mrzkovice (Merskowitz), Opatovice (Opatowitz), Radostovice (Radostowitz), Světlá nad Sázavou (Swietla ob der Sasau), Závidkovice (Sawitkowitz) und Žebrákov (Schebrakow) sowie den Ortslagen Dolní Bohušice (Unter Bauschitz), Horní Bohušice (Ober Bauschitz) und Rousinov.

## Sehenswürdigkeiten
- Schloss Světlá mit englischem Park, 1567 durch Umbau der alten Feste der Sternberger errichtet, von 1949 bis 2011 als Schule genutzt, danach als Museum
- jüdischer Friedhof
- St.-Wenzels-Kirche am Markt, mit Grablege von Johann Rudolf II. Trčka von Lípa und Gemälden von Peter Johann Brandl
- Rathaus, erbaut 1795 und 1926 umgebaut
- Denkmal "Glas und Stein", 1992 auf dem Marktplatz errichtet

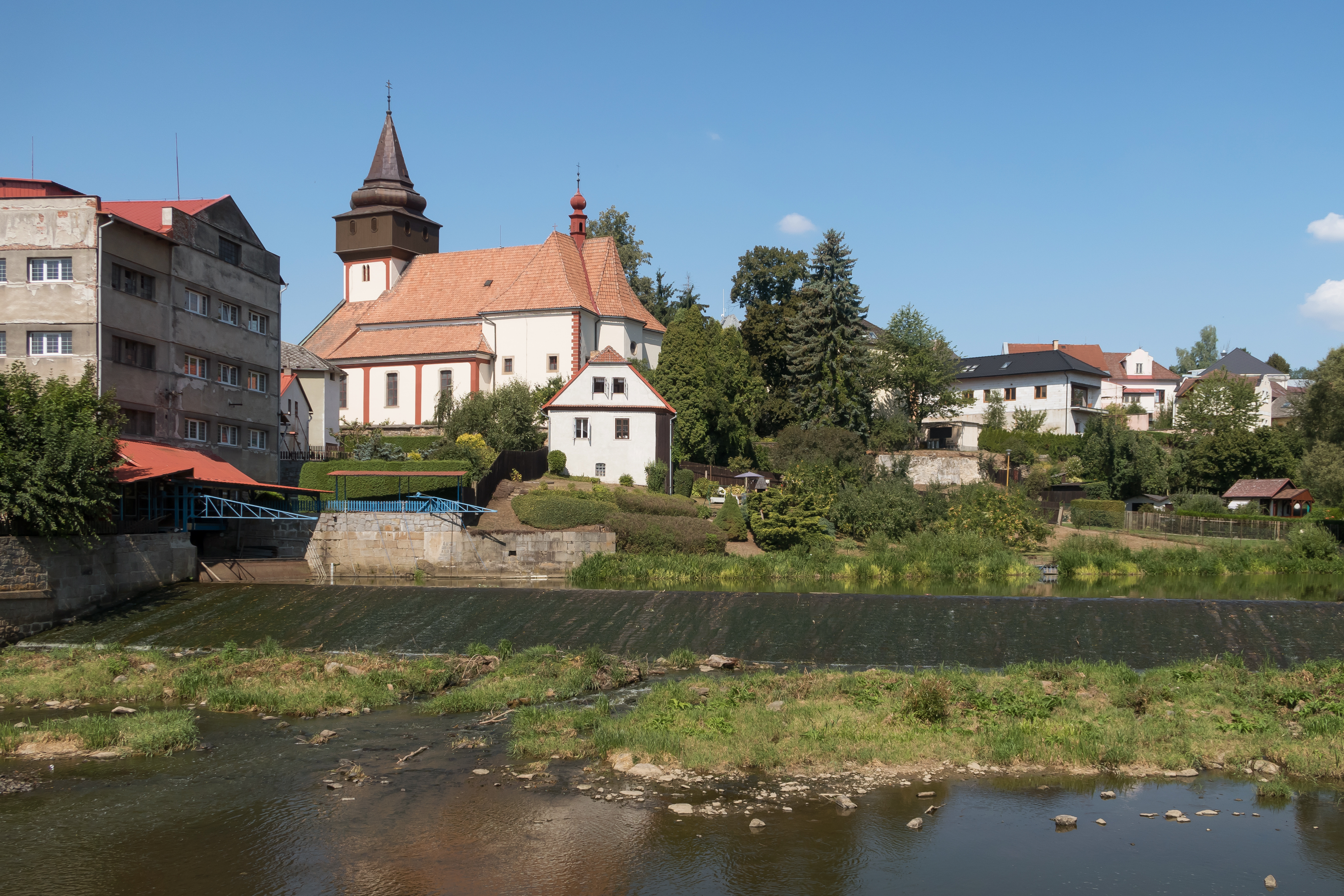
Světlá nad Sázavou, Sankt Wenzels-Kirche

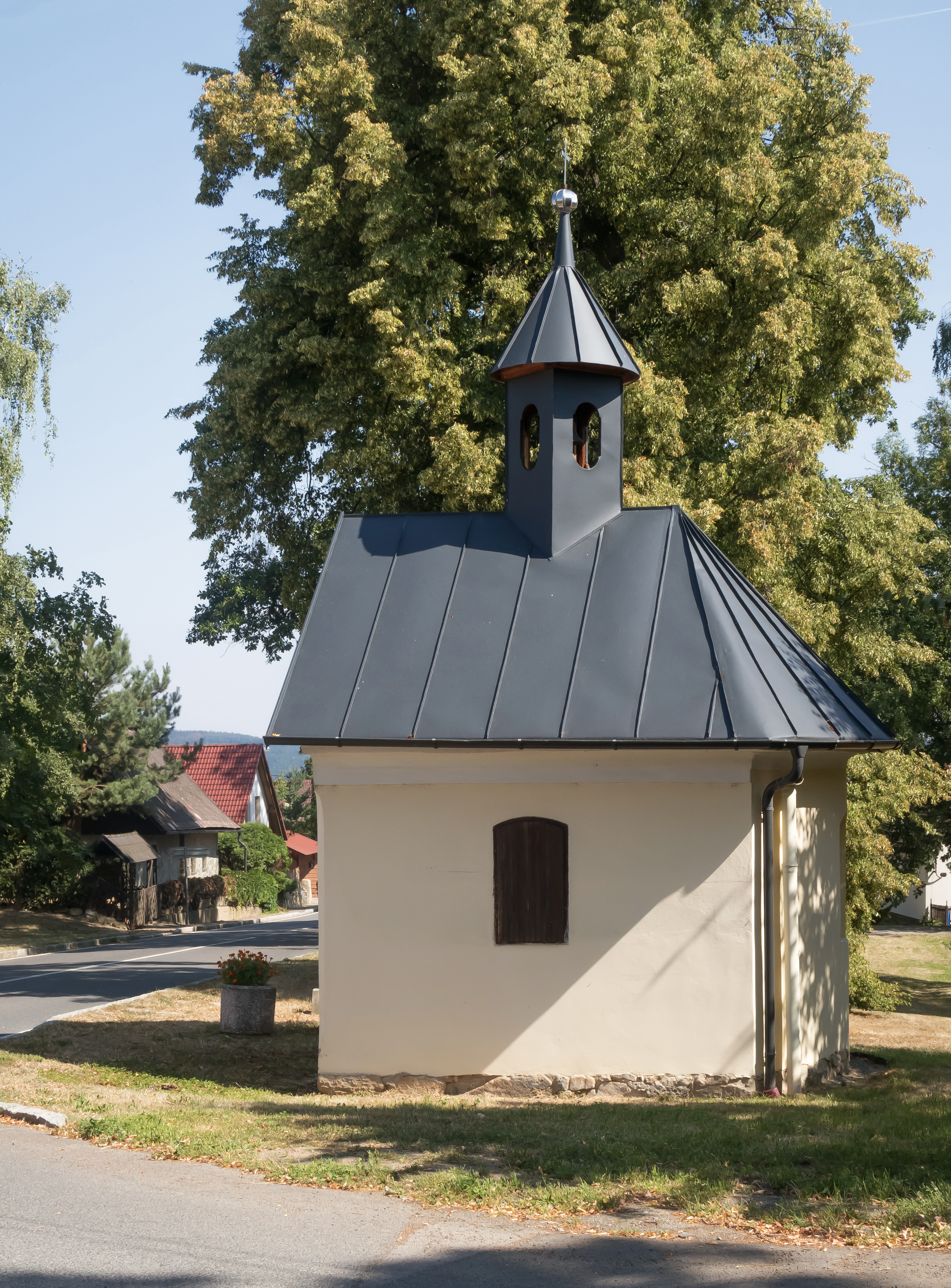
Závidkovice, Kapelle

## Söhne und Töchter der Stadt
- Václav Hradecký (1867–1940), akademischer Maler
- Karl Stefan (1884–1951), US-amerikanischer Politiker
- Oskar Morawetz (1917–2007), kanadischer Pianist und Komponist